# Faust (motyw w sztuce)

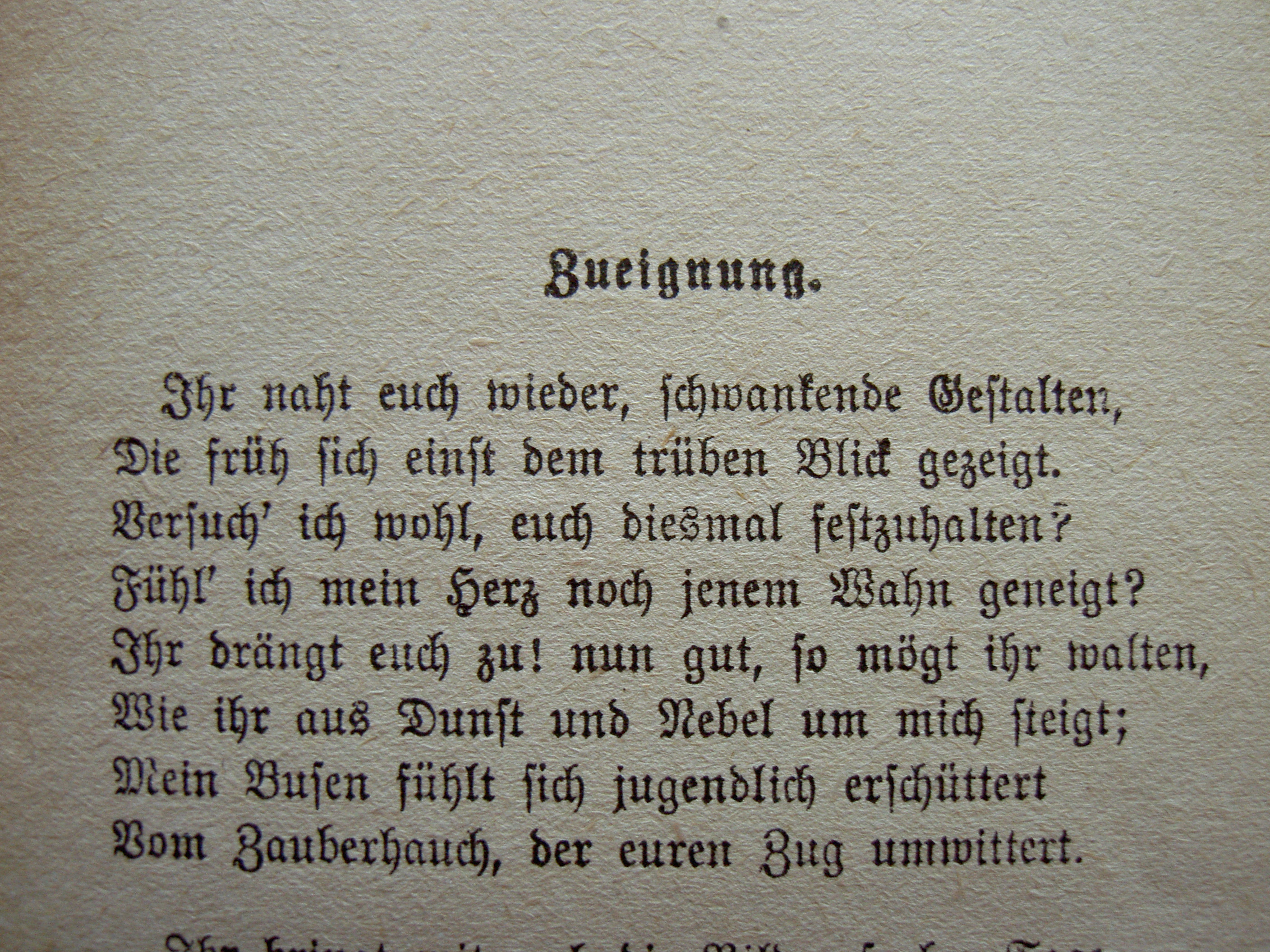
Pierwsza strona „Fausta” Goethego

Faust – fikcyjna postać, bohater bardzo wielu utworów literackich, muzycznych i innych. Faust jest naukowcem, który przyzywa Diabła i podpisuje cyrograf – oferuje swą duszę, a w zamian oczekuje, że Diabeł będzie mu służył przez pewien czas.
Inspiracją dla postaci Fausta był niemiecki alchemik Johann Georg Faust (ok. 1480–1540).

## Literatura
- Historia doktora Jana Fausta, szeroko okrzyczanego czarnoksiężnika i maga (1587)

### Dramat
- Christopher Marlowe – Tragiczna historia doktora Fausta (1588/1589)
- Mira de Amescua – Niewolnik demona (1612)
- Pedro Caldéron de la Barca – Czarnoksiężnik (1637)
- Johann Wolfgang von Goethe – Faust (1773-1832)
- Dorothy L. Sayers – The Devil to Pay
- Slobodan Šnajder – Hrvatski Faust
- Ivo Brešan – Szatan na wydziale filozoficznym, Diabelskie nasienie
- Paul Valéry – Mon Faust
- Michel de Ghelderode – La mort du Docteur Faustus
- Edgar Brau – Fausto

### Proza
- Michaił Bułhakow – Mistrz i Małgorzata
- Tom Holt – Faust among Equals
- Alfred Jarry – Faustroll
- Stanisław Lem – Solaris i opowiadanie „Pan F”
- Thomas Mann – Doktor Faustus
- Terry Pratchett –  Faust Eryk
- Michael Swanwick – Jack Faust
- Zoran Živković – Vremenski darovi
- Robert Nye  – Faust

### Poezja
- Heinrich Heine – „Der Doktor Faust”
- Adam Mickiewicz – „Pani Twardowska”
- Wisława Szymborska – „Prospekt”

## Musical
- The Little Shop of Horrors

## Opera
- Antoni Henryk Radziwiłł – Faust (1810)
- Charles Gounod – Faust (1859)
- Arrigo Boito – Mefistofeles (1868)
- Ferruccio Busoni – Doktor Faust (1916-1925)
- Hector Berlioz – Potępienie Fausta (1845-1946)

## Sztuki plastyczne
- Salvador Dalí – „Faust” (cykl obrazów)
- Rembrandt van Rijn – „Faust” (1651; akwatinta, sucha igła)

## Film
- Friedrich Wilhelm Murnau – Faust (1926)
- Vincente Minnelli – The Band Wagon (1953)
- Brian De Palma – Phantom of the Paradise (1974)
- István Szabó – Mephisto (1981)
- Jan Švankmajer – Faust (1994)
- Hiroyuki Takei – Król szamanów (anime, manga; jednym z bohaterów drugoplanowych jest Faust VIII, potomek Fausta)
- Yana Toboso – Kuroshitsuji (anime, manga; kilku bohaterów zawiera pakt z demonem)
- Jacek Bławut – Jeszcze nie wieczór (grupa aktorów z domu aktora-weterana w Skolimowie wystawia Fausta przed grupą więźniów)

## Gry
- Faust: The Seven Games of The Soul (1999)
- Wiedźmin 3: Dziki Gon - Serca z kamienia (2015)